# John Nyman
John Emanuel Nyman (Sundsvall, 25 aprile 1908 – Sundsvall, 19 ottobre 1977) è stato un lottatore svedese, specializzato nella lotta greco-romana.

## Palmarès
- Giochi olimpici

Berlino 1936: argento nei pesi massimi.
- Europei

Parigi 1937: argento nei pesi massimi.
Tallin 1938: argento nei pesi massimi.
Oslo 1939: argento nei pesi massimi.